# Min vän Charlotte (film, 2006)
Min vän Charlotte (engelska: Charlotte's Web) är en tysk-amerikansk delvis datoranimerad filmkomedi från 2006. Filmen är regisserad av Gary Winick med manus av Susannah Grant och Karey Kirkpatrick, baserat på E. B. Whites bok Fantastiska Wilbur (nyöversatt till Min vän Charlotte). Filmen producerades av filmbolagen Paramount Pictures, Walden Media, The Kerner Entertainment Company och Nickelodeon Movies. Filmen släpptes i slutet av 2006 på grund av att flera liknande filmer släpptes i mitten av året, lik Nacho Libre, Bondgård, Bilar, och På andra sidan häcken. Filmen har fått god kritik i USA. Filmen lanserades i Schweiz, Spanien, och Nederländerna av Universal Pictures.

## Handling
Filmen handlar om den lilla grisen Wilbur som den 12-åriga flickan Fanny (Fern i originalversionen) får ta hand om. När han blir för stor att ha inne i huset måste Fanny motvilligt lämna bort honom till grannen Zuckerman. På den gården lär han känna alla djuren, bland annat spindeln Charlotte.

## Rollista (urval)
- Dakota Fanning - Fern
- Dominic Scott Kay - Wilbur (röst)
- Julia Roberts - Charlotte (röst)
- Kevin Anderson - Mr. Arable, Ferns pappa
- Essie Davis - Mrs. Arable, Ferns mamma
- Steve Buscemi - råttan Templeton (röst)
- John Cleese - fåret Samuel (röst)
- Robert Redford - hästen Ike (röst)
- Oprah Winfrey - gåsen Gussy (röst)
- Cedric the Entertainer - gåsen Golly (röst)
- Reba McEntire - kossan Betsy (röst)
- Kathy Bates - kossan Bitsy (röst)
- André Benjamin - korpen Elwyn (röst)
- Thomas Haden Church - korpen Brooks (röst)
- Louis Corbett - Avery
- Gary Basaraba - Mr. Homer Zuckerman
- Siobhan Fallon - Mrs. Zuckerman
- Nate Mooney - Lurvy
- Beau Bridges - Dr. Dorian

### Svenska röster
- Norea Sjöquist - Fanny (Fern)
- Axel Karlsson - Wilbur
- Elin Klinga - Charlotte
- Peter Sjöquist - Mr. Arable
- Ing-Marie Carlsson - Mrs. Arable
- Johannes Brost - Templeton
- Fredrik Dolk - fåret Samuel
- Torsten Wahlund - hästen Ike
- Sharon Dyall - gåsen Gussy
- Karl Dyall - gåsen Golly
- Anna-Lotta Larsson - kossan Betsy
- Anna-Lena Brundin - kossan Bitsy
- Magnum Coltrane Price - korpen Elwyn
- Ole Ornered - korpen Max (Brooks)
- Daniel Melén - Alfred (Avery)
- Andreas Nilsson - Mr. Zuckerman
- Ewa Fröling - Mrs. Zuckerman
- Leo Hallerstam - Fabian (Lurvy)
- Steve Kratz - dr. Dorian